# Gruszka (Dęby)
Gruszka – przysiółek osady Dęby w Polsce, położony w województwie lubelskim, w powiecie tomaszowskim, w gminie Lubycza Królewska.
W latach 1975–1998 przysiółek administracyjnie należała do województwa zamojskiego.